# 田埠乡
田埠乡，是中华人民共和国江西省赣州市宁都县下辖的一个乡镇级行政单位。

## 行政区划
田埠乡下辖以下地区：
莲塘社区、田埠村、武村、武里村、洋坑村、金钱坝村、马头村、王沙村、东龙村、九联村、文明村和龙下畲族村。

## 中国传统村落
2013年8月，东龙村被评为第二批中国传统村落。